# Черчиньяни, Фаусто
Фаусто Черчиньяни (Fausto Cercignani) (род. 21 марта 1941 г.) — итальянский ученый, эссеист и поэт.

## Научная и преподавательская деятельность
Фаусто Черчиньяни преподавал историю английского языка, немецкую филологию и немецкую литературу в университетах Бергамо (1971—1974), Пармы (1974—1975), Пизы (1975—1983) и Милана (1983—2011).

## История английского языка
В области изучения английского языка Фаусто Черчиньяни хорошо известен благодаря своим научным исследованиям творчества Шекспира. Его статьи о произношении в английском языке во времена Шекспира (опубликованные в академических журналах «Studia Neophilologica», «English Studies» и др.) предвосхищают его главную работу «Shakespeare’s Works and Elizabethan Pronunciation» («Произведения Шекспира и произношение в елизаветинскую эпоху») (Оксфорд, 1981).

## Немецкая филология
Занимаясь немецкой филологией и литературой, Фаусто Черчиньяни проводил исследования в области прагерманского, готского, древнеанглийского и немецкого языков.
Избранные публикации:
- The Consonants of German: Synchrony and Diachrony. Milano, Cisalpino, 1979.[3]
- The Development of the Gothic Short/Lax Subsystem, in «Zeitschrift für vergleichende Sprachforschung», 93/2, 1979, 272—278.
- Early «Umlaut» Phenomena in the Germanic Languages, in «Language», 56/1, 1980, 126—136.
- Zum hochdeutschen Konsonantismus. Phonologische Analyse und phonologischer Wandel, in «Beiträge zur Geschichte der deutschen Sprache und Literatur», 105/1, 1983, 1-13.
- The Development of */k/ and */sk/ in Old English, in «Journal of English and Germanic Philology», 82/3, 1983, 313—323.
- The Elaboration of the Gothic Alphabet and Orthography, in «Indogermanische Forschungen», 93, 1988, 168—185.
- Saggi linguistici e filologici. Germanico, gotico, inglese e tedesco, Alessandria, Edizioni dell’Orso, 1992.[4]

## Литературная критика
Фаусто Черчиньяни опубликовал книги и эссе, посвященные изучению творчества таких всемирно-известных писателей, как: Енс Петер Якобсен, Георг Тракль, Георг Бюхнер, Артур Шницлер, Иоганн Вольфганг Гёте, Готхольд Эфраим Лессинг, Гуго фон Гофмансталь, Райнер Мария Рильке, Албан Берг, Эрнст Теодор Амадей Гофман, Роберт Музиль, Новалис, Йозеф Рот, Франц Кафка, Томас Манн, Фридрих Шиллер и Криста Вольф.

### Книги
Избранное:
- F. Cercignani, Existenz und Heldentum bei Christa Wolf. «Der geteilte Himmel» und «Kassandra», Würzburg, Königshausen & Neumann, 1988.[5]
- F. Cercignani, Memoria e reminiscenze. Nietzsche, Büchner, Hölderlin e i poemetti in prosa di Trakl, Torino, Genesi Editrice, 1989.
- F. Cercignani, Studia trakliana. Georg Trakl 1887—1987, Milano, Cisalpino, 1989.
- F. Cercignani, Studia büchneriana. Georg Büchner 1988, Milano, Cisalpino, 1990.
- F. Cercignani, Studia schnitzleriana (Arthur Schnitzler 1991), Alessandria, Edizioni dell’Orso, 1991.
- F. Cercignani — E. Mariano, Vincenzo Errante. La traduzione di poesia ieri e oggi, Milano, Cisalpino, 1993.
- F. Cercignani, Novalis, Milano, CUEM, 2002.

### Эссе
Избранные публикации:
- Dunkel, Grün und Paradies. Karl Krolows lyrische Anfänge in «Hochgelobtes gutes Leben», in «Germanisch-Romanische Monatsschrift», 36/1, 1986, 59-78.
- Zwischen irdischem Nichts und machtlosem Himmel. Karl Krolows «Gedichte» 1948: Enttäuschung und Verwirrung, in «Literaturwissenschaftliches Jahrbuch», 27, 1986, 197—217.
- Il «Faust» goethiano. Forma e sostanza, in F. Cercignani and E. Ganni (ed.), Il «Faust» di Goethe. Antologia critica, Milano, Led, 1993, 21-38.
- «Nathan il saggio» e il Settecento tedesco, in «ACME», 47/1, 1994, 107—124.
- Sul «Wozzeck» di Alban Berg, in Studia austriaca V, Milano, Edizioni Minute, 1997, 169—190.
- E. T. A. Hoffmann, Italien und die romantische Auffassung der Musik, in S. M. Moraldo (ed.), Das Land der Sehnsucht. E. T. A. Hoffmann und Italien, Heidelberg, Winter, 2002, 191—201.[6]
- Per una rilettura di «Salomè». Il dramma di Oscar Wilde e il libretto di Richard Strauss, in Studia theodisca IX, Milano, CUEM, 2002, 171—192.
- Georg Büchner. Empatia e prospettivismo, in P. Chiarini (ed.), Il cacciatore di silenzi. Studi dedicati a Ferruccio Masini, vol. II, Roma, Istituto Italiano di Studi Germanici, 2003, 237—258.
- Poesia filosofica o filosofia poetica? Con alcune osservazioni su Schiller, in A. Costazza (ed.), La poesia filosofica, Milano, Cisalpino, 2007, 163—170.
- Inganno e autoinganno. Il campagnolo di Kafka, in Studia austriaca XVIII, Milano, PGreco, 2010, 51-64.
- Hofmannsthal fra teatro e filosofia. Con particolare riguardo a «L’uomo difficile», in A. Costazza (ed.), La filosofia a teatro, Milano, Cisalpino, 2010, 369—385.

## Поэзия
Поэтические произведения Фаусто Черчиньяни вышли в сборнике Scritture. Poesie edite e inedite, Torino 2015.
Фаусто Черчиньяни также переводит свои собственные стихи и поэмы.

## Короткие рассказы
- Five Women («Пять женщин») (эл. книга), 2013 г.

## Награды
Österreichisches Ehrenkreuz für Wissenschaft und Kunst I. Klasse (Австрийский почётный знак «За науку и искусство»), Милан, 1996.